# しらこばと水上公園
しらこばと水上公園（しらこばとすいじょうこうえん）は、埼玉県越谷市およびさいたま市岩槻区に所在する埼玉県営の都市公園（広域公園）である。付近に生息する埼玉県民の鳥「シラコバト」にちなんで命名された。県営のプールとしては最大規模であり、プールの種類も多い。
なお、同公園および埼玉県営の2プール（川越水上公園、加須はなさき水上公園）では、2011年夏から、入れ墨・タトゥーのある者の入場規制が行われている。

## 施設

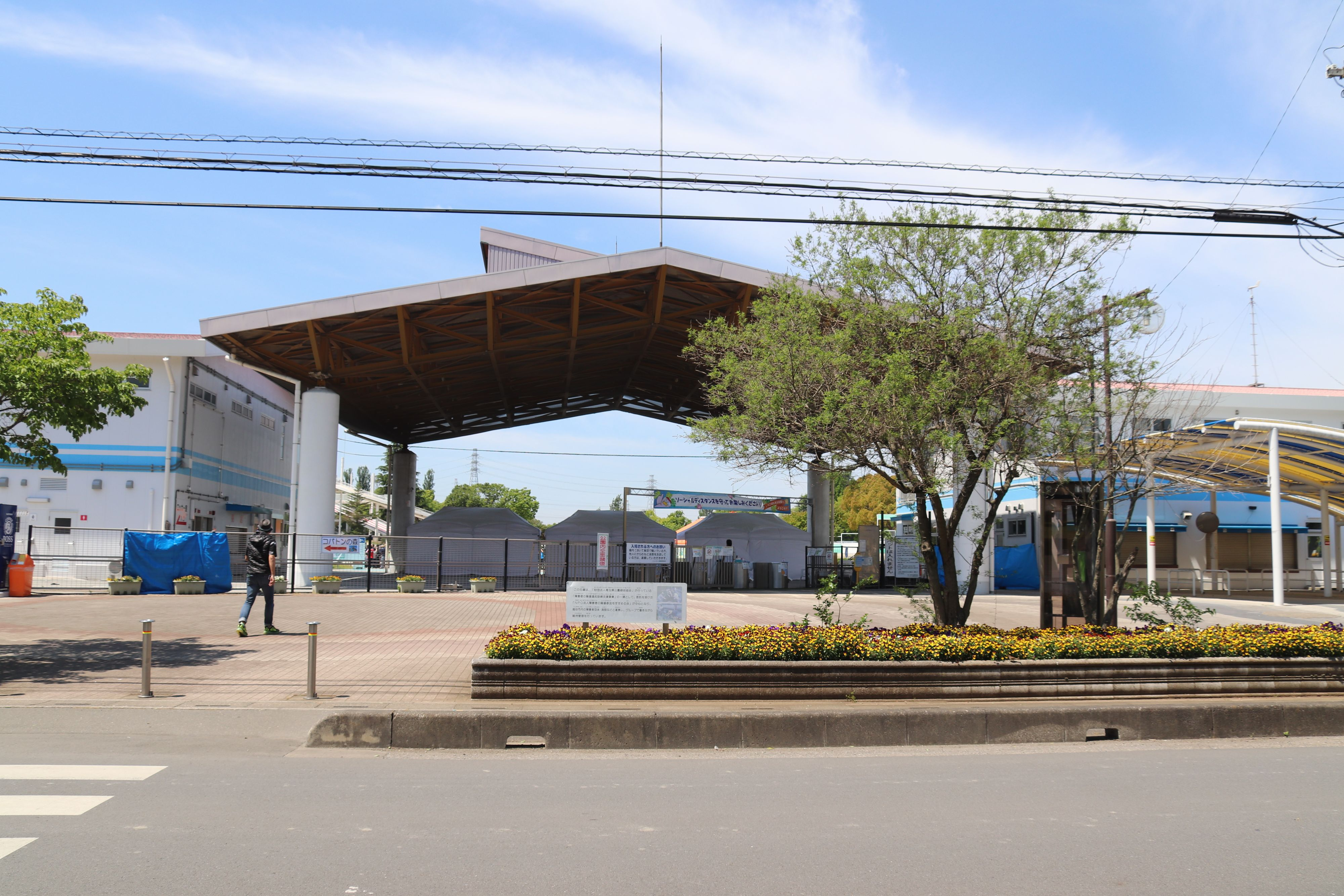
プールゾーン入り口を正面から撮影（2023年）

- 夏季プール
  1. 流水プール
  2. 変形プール
  3. 造波プール
  4. スライダープール
  5. 幼児プール
  6. もぐりプール
  7. ジェットプール
  8. 遊戯プール
  9. 流れ
- ボールプール
- 釣堀（エサ釣り、ルアー・フライ釣り）
- 卓球場
- 自転車広場
- ホワイトビーチ（旧・アイススケート場）
- コバトンの森
  1. 大型複合遊具
  2. 芝生広場
  3. ジョギングコース
  4. 多目的広場

## 交通
- 自動車：国道4号および国道16号から埼玉県道48号越谷岩槻線のほぼ中間地点。
- 路線バス：東武伊勢崎線（東武スカイツリーライン）越谷駅西口 - 東武野田線（東武アーバンパークライン）岩槻駅東口線の朝日バスで「水上公園入口」下車。
  - 越谷駅西口、岩槻駅東口からは朝日バスにより「しらこばと水上公園」行きも通年運行している。終点下車。
  - 夏休み中は、国際興業バスと朝日バスによる埼玉高速鉄道線 浦和美園駅、朝日バスによるせんげん台駅から、それぞれ臨時直通バスが運行される。

## 周辺
- 埼玉県立越谷西高等学校
- しらこばと運動公園
- 浦和美園駅・みそのウイングシティ